# Geir Eithun
Geir Sindre Eithun (ur. 12 listopada 1979 w Førde) – norweski siatkarz występujący na pozycji przyjmującego. Obecnie zawodnik francuskiego klubu Beauvais Oise. W poprzednim sezonie był zawodnikiem Płomienia Sosnowiec, a w sezonie 2006/2007 grał w Resovii Rzeszów. Jest podstawowym graczem reprezentacji swojego kraju.